# Ficus catappifolia
Ficus catappifolia là một loài thực vật thuộc họ Moraceae. Loài này có ở Brasil và Venezuela.